# Blanfordimys
Blanfordimys är ett släkte av däggdjur som ingår i familjen hamsterartade gnagare.

## Systematik
Kladogram enligt Catalogue of Life:
| Blanfordimys | \| \| Blanfordimys afghanus \| \| \| \| \| \| Blanfordimys bucharicus \| \| \| \| |
|              | \| \| Blanfordimys afghanus \| \| \| \| \| \| Blanfordimys bucharicus \| \| \| \| |
|              | Blanfordimys afghanus                                                             |
|              |                                                                                   |
|              | Blanfordimys bucharicus                                                           |
|              |                                                                                   |

## Beskrivning
Dessa sorkar förekommer i centrala Asien. De vistas där i torra områden som halvöknar, stäpper och grästäckta bergstrakter. Bergstrakterna kan vara upp till 2200 meter höga.
Arterna når en kroppslängd (huvud och bål) av 9 till 11 cm, en svanslängd av 2 till 3 cm och en vikt mellan 25 och 34 g. Den långa pälsen har på ovansidan en gråbrun färg och är på buken ljusare till vitaktig. Dessa sorkar har små avrundade öron och jämförelsevis stora ögon. De skiljer sig från andra sorkar i skallens konstruktion.
Individerna gräver gångar som ligger 20 till 30 cm under marken. Troligen använder en individ flera tunnelsystem. Honan föder upp till fyra ungar per kull.

## Status
Inga hot är kända och IUCN listar båda arter som livskraftig (LC).